# Буди (Кротошинський повіт)
Буди (пол. Budy) — село в Польщі, у гміні Роздражев Кротошинського повіту Великопольського воєводства.
Населення — 313 осіб (2011).
У 1975—1998 роках село належало до Каліського воєводства.

## Демографія
Демографічна структура станом на 31 березня 2011 року:
|          | Загалом | Допрацездатний вік | Працездатний вік | Постпрацездатний вік |
| -------- | ------- | ------------------ | ---------------- | -------------------- |
| Чоловіки | 160     | 39                 | 114              | 7                    |
| Жінки    | 153     | 27                 | 97               | 29                   |
| Разом    | 313     | 66                 | 211              | 36                   |